# Tam Lập
Tam Lập là một xã thuộc huyện Phú Giáo, tỉnh Bình Dương, Việt Nam.

## Địa lý
Xã Tam Lập nằm ở phía đông huyện Phú Giáo, có vị trí địa lý:
- Phía đông giáp tỉnh Đồng Nai với ranh giới là sông Mã Đà
- Phía tây giáp thị trấn Phước Vĩnh và các xã Vĩnh Hòa, Phước Hòa
- Phía nam giáp huyện Bắc Tân Uyên với ranh giới là sông Bé
- Phía bắc giáp xã An Bình và tỉnh Bình Phước.

Xã Tam Lập có diện tích 119,72 km², dân số 2021 là 3.393 người, mật độ dân số đạt 29 người/km².

## Hành chính
Xã Tam Lập được chia thành 4 ấp: Cây Khô, Đồng Tâm, Đuôi Chuột, Gia Biện.

## Lịch sử
Ngày 10 tháng 12 năm 2003, Chính phủ ban hành Nghị định 156/2003/NĐ-CP về việc thành lập xã Tam Lập trên cơ sở 12.057 ha diện tích tự nhiên và 2.119 nhân khẩu của xã Vĩnh Hoà.